# 新潟弁
新潟弁（にいがたべん）は、新潟県新潟市を中心とする地域で用いられている日本語の方言である。新潟県の全域で用いられる方言を指して「新潟弁」と称することもあるが、本ページにおける「新潟弁」はすべて新潟市を中心とする地域のみの方言をいう。

## 音韻

### 母音
現代の若年層の新潟弁において、単母音の数は東京方言と同じく /ア, イ, ウ, エ, オ/ の5種類である。また、/ウ/ は唇を丸めない非円唇母音 [ɯ̈] である。
新潟弁では本来 /イ/ と /エ/ の区別がなく、ともに同一の音で発音される。音声的には [i] と [e] の中間音（[i̞] あるいは [e̝]）であり、話し手により「イ」寄りの音でもありうるし「エ」寄りの音でもありうる。主に老年層でこの音が観察される。
- [e̝ke̝]（息、駅）、[e̝tɕe̝ɡo]（イチゴ、越後）

老年層より若い中年層では標準語教育等により /イ/ と /エ/ を区別しうるが、両者の混同が見られる。若年層では /イ/ と /エ/ の混同はほとんど見られない。
- /イロインピツ/、/エロエンピツ/（色鉛筆）

二重母音は単母音化する傾向にある。この傾向は単語の第1音節で、あるいは形容詞の語末でよく見られる。/アイ/、/アエ/、/オイ/、/ウイ/ はおおむね /エ/ で現れる。ただし、/アイ/、/アエ/ に由来する /エ/ は元来 [ɛ] （口を広く開ける「エ」）だったと見られる。
- /デーコン/ [deːkoɴ]＜[dɛːkoɴ ]（大根）、/ターケ/ [taːke]＜[taːkɛ]（高い）
- /ケール/ [keːɾɯ̈]＜[kɛːɾɯ̈]（帰る）
- /シーレ/ [ɕiːɾe]（白い）
- /ウーセ/ [ɯ̈ːse]（薄い）

形容詞の第1音節が長母音化する現象が見られる（上の例「ターケ」、「シーレ」、「ウーセ」参照）。

### 子音
子音の種類については東京方言のそれと大きな違いはないが、音声的に以下のような特徴を持つ。
1. いわゆる鼻濁音がない。ガ行子音は語中において、鼻音 [ŋ] ではなく破裂音 [ɡ] と発音される。（ただし阿賀北地域および東蒲原郡の方言（北越方言）では鼻濁音が発音される地域が多い。）
  - /カガミ/ [kaɡami]（鏡）、/ツギ/ [tsɯ̈ɡi]（次）
2. /we/（ウェ）、/ye/（イェ）という音の結合がありうる。
  - /ヤラウェ/（嫌だよ）、/ハーイェ/（早い）
3. 老年層は合拗音 /kwa/（クヮ）、/gwa/（グヮ）を持つ。
  - /クヮジ/ [kwadʑi]（火事）、/カジ/ [kadʑi]（家事）　（「クヮ」と「カ」を区別して発音する。）
4. 促音/Q/（詰まる音）がラ行子音の直前に立つことができる。この場合、促音とそれに続くラ行子音はともに [l] と発音される。
  - /ダッラ/ [dalla]（誰だ），、/アッロ/ [allo]（あるだろう）
5. 語中のカ行子音・タ行子音が濁音化する場合がある。
  - /ドゴ/（どこ）、/アド/（後）
6. 一部の助詞類において、ダ行子音がラ行子音に転化する現象が見られる。
  - /ウソラ/（嘘だ）、/クーロモ/（食うけれども；「食うども」から）

### アクセント
新潟弁のアクセントは外輪東京式アクセントである。また、以下の単語は共通語(または首都圏方言)とアクセントのパターンが異なる（以下の例で上線は高い音を表す）。 
- 新潟弁では、頭高アクセントに発音される2拍名詞。

アゴ(顎)、イス(椅子)、クツ(靴)、クマ(熊)、シュン(旬)、ハタ(旗)、フク(服)
- 新潟弁では、頭高アクセントに発音される3拍名詞。

イチゴ(苺)、ウサギ(兎)、ウシロ(後ろ)、カラシ(からし)、カレー(カレー)、カワラ(瓦)、クジラ(鯨)、ジダイ(時代)、スズメ(雀)、セナカ(背中)、ソウジ(掃除)、タマゴ(卵)、タライ(盥)、ダンゴ(団子)、
タンボ(田んぼ)、デンワ(電話)、ナガレ(流れ)、ナナメ(斜め)、ネズミ(鼠)、ハシラ(柱)、ハタケ(畑)、ベンジョ(便所)、ホクロ(黒子)、ロウカ(廊下)
- 新潟弁では、中高アクセントに発音される3拍名詞。

イノチ(命)、キレイ(綺麗)、クスリ(薬)、コノミ(好み)、スガタ(姿)、ヒダリ(左)、ブドウ(葡萄)、メガネ(眼鏡)、ユカタ(浴衣)

2拍名詞第2類が平板型に発音される単語が多い。そのことから新潟弁は外輪東京式アクセントに分類される。
- イシ(ガ)(石が)、カミ(ガ)(紙が)、カワ(ガ)(川が)、ナシ(ガ)(梨が)、ハシ(ガ)(橋が)、ヒジ(ガ)(肘が)、ユキ(ガ)(雪が)

疑問詞は、共通語では一般に頭高型のアクセントを取るが、新潟弁では平板型を取るものがある。
- イクラ(いくら)、イツ(いつ)、ダレ(誰)、ドコ(どこ)、ドチラ(どちら)、ドレ(どれ)、ナニ(何)、ナゼ（なぜ）、ナンデ(何で)

上記は、おもに新潟郊外地域で使われているものである。ただし新潟市中心部(旧新潟市域・現在の中央区の都市部)では共通語化が進んでいる。

## 文法

### 体言
体言に関しては以下のような特徴がある。
1. 助詞類
体言に付く助詞のうち新潟弁に特徴的なのは、対格「を」に相当する「コト」が挙げられる。これは東北から栃木・茨城にかけて「コト、ゴト、トコ、ドゴ」などの形で見られる助詞と同じものである。
- ミズコト ノンダ（水を飲んだ）

属格「ノ」は東京方言と同じく「ン」で現れることがある。
- オメン トコ イグワ。（おまえのところ行くよ）

2. 形式名詞
新潟弁に特徴的な形式名詞として「もの、こと、の」などの意を表す「ガン」がある。「越後のガン（雁）は食われんガン」といわれ、越後方言の代名詞的な存在ともいえる。
- ワカラネ ガンガ アッタラ キキニ キナセ。（分からないことがあったら聞きに来なさい）
- コノ ガン オモッシェナー。（これ面白いなあ）
- コレ オメノ ガンラカ。（これ、おまえのものか）

3. 代名詞
|        |        | 単数       | 複数           |
| ------ | ------ | ---------- | -------------- |
| 一人称 | 一人称 | オレ       | オレッタ       |
| 二人称 | 目上   | オメサン   | オメサンガタ   |
| 二人称 | 対等   | アンタ     | アンタタチ     |
| 二人称 | 目下   | ンナ、オメ | ネラ、オメッタ |

「オレ」は本来男女を問わず用いたが、若年層ではもっぱら男性のみが用いる。「ンナ」は古語「な（汝）」に通じる古い語彙であるが、急速に廃れつつある。「オメサン」も目上形としての機能を失いつつある。また、若年層を中心に「ジブン」が対等の二人称代名詞として用いられる傾向がある。
- オメサンガ センセーラカネ。（あなたが先生ですか）
- アンタガ ワーリンダテ。（あんたが悪いんだよ）
- ンナ ナニ シテアンダ。（お前は何しているんだ）
- ジブンワ ドーナン。（君はどうなの）

### 用言
用言に関しては以下のような特徴がある。
1. 活用
動詞の活用において、仮定形と命令形が同じ形をとる。上一段・下一段活用では、語末が「-レ」に終わり、秋田方言や北海道方言などと軌を一にする。
- ミレ（見ろ）、ネレ（寝ろ）

連用形においてウ音便があるが、これは西日本方言的な特徴といえる。
- コーテ クル（買ってくる）、ノーナッシモタ（なくなってしまった）

2. 敬語
敬語は「連用形＋ナサル」あるいは「連用形＋ナル」によって表される。命令形はそれぞれ「ナセ」、「ナレ」となる。なお、「くださる」に相当する単語は、「クレル」の連用形に「ナサル」が後接した「クンナサル」が用いられる。
- ドゴ イギナサルカネ／イギナルカネ。（どこに行かれるのかね）
- ハヨ キナセテ／キナレテ。（早く来なさいよ）
- コレ クンナセヤ。（これくださいよ）
- ヤメテ クンナセヤ。（やめてくださいよ）

3. 時制
時制は日本語の他の諸方言と同じく現在時制・過去時制の2種類があるが、過去時制には「連用形＋タッタ／ダッタ」のように過去形を重複させた特殊な形式を持つ。これは東北方言にも見られる形で、話し手が直接見聞きした過去や結果が現在に残っていない過去などを表す。
- サッキ スズキクンガ コーエンニ イタッタヨ。（さっき鈴木君が公園にいたよ）… 鈴木君が公園にいたのを話し手が直接見て伝える表現。
- オキャクサンガ キタッタンカネ。（お客さんが来ていたのかい）… 客は来ていたが今はそこにいないことを表す。

4. 推量
推量は「終止形＋ロー」によって表される。終止形の末音が「ル」の場合は促音化する。
- ソト サーメロー。ハヨ ヘーレテ。（外、寒いだろう。早く入れよ）
- ココデ マッテレバ クッロー。（ここで待っていれば来るだろう）

5. モダリティ
話し手の態度や判断を表すモダリティは、さまざまな終助詞によって表される。
- イトシゲラノー。（かわいらしいねえ）
- ソンツァ ガン シラナイワイ。（そんなもの知らないよ）
- ソトワ サーミコッテ。（外は寒いに決まっているよ）

6. 比況
比況の表現には以下のようなものがある。
- 終止形＋ミテラ(またはミテダ)（…みたいだ）
  - ヘー イッタミテラ／ミテダガ。（もう行ったみたいだよ）
- 終止形＋ゲラ／ゲダ（…っぽい、…そうだ）
  - サーメゲナ カッコ シテルネー。（寒そうな格好しているんだね）

7. 接続
用言の接続形式には以下のようなものがある。
- 終止形＋スケ（…から；理由）：関西弁の「サカイ」と源を同じくする語尾である。若年層では「終止形＋ッケ」形が多用される。
  - スグ イグスケ／イクッケ マッテレヤ。（すぐ行くから待っていろよ）
- 終止形＋ロモ（…けれども；逆接）
  - ソノ エーガ ミタロモ オモッショネカッタ。（その映画、見たけど面白くなかった）
- バ（…ば；仮定）：動詞は仮定形に付き、それ以外は終止形に付く。
  - ミレバ ワカルテ。（見れば分かるよ）
  - シズカラバ イインダロモ。（静かならばいいんだけど）

## 語彙

### 東京方言との同音異義語
東京方言にも存在する語形であるが、新潟弁では異なった意味で用いられる単語に、以下のようなものがある。
- カケル、カカル：（授業などで生徒に）当てる、当たる。
  - エーゴノ ジカンニ カカッタ。（英語の時間に当たった）
- ズル：（地面に沿って）動く。
  - バスガ ズッタ。（バスが動いた）
- シカモ（副詞）：（話し手の想定する一定基準を超えて）かなり。「シカモカ」ともいう。
  - ユキガ シカモ フッタネー。（雪がかなり降ったねえ）
- バカ（副詞）：ひどく、すごく。「バーカ」と長母音で発音されることが多い。
  - バーカ タノシソゲラネー。（すごく楽しそうだね）

### その他の特徴的な語彙
兄弟を表す単語は、長男・長女がそれぞれ「アンニャ」・「アネサ」、次男以下・次女以下をそれぞれ「オジ」・「オバ」という。「オジ」・「オバ」の「オ」を高く発音するのがポイントで、「オ」を低く「ジ・バ」を高く発音すると「おじ（父母の兄弟）」・「おば（父母の姉妹）」の意となる。同様の語彙は東北・北陸・中部地方の諸方言でも見られる。
冷たいは「シャッコイ」または「ハッコイ」という。
こんにちは＝「ゴメンクダサイ」で統一する傾向が見られる。
休む＝「ジョンノビ」と呼ばれる。
模造紙＝「大洋紙」と呼ばれる。
また、握りずしは「生ずし」とも呼ばれる。
やりもらいの動詞は東京方言のように「やる（あげる）」と「くれる」の使い分けがなく、「クレル」のみが用いられる。同様の表現は長野や群馬でも見られる。
- コレ アンタニ クレルワネ。（これ、君にあげますよ）
- 「アッパ」は、糞、大便の事である。
- 「のうのさん」は、月の事である。